# Rio Yamada
Rio Yamada (Japans: 山 田 梨 央) (Suwa, 10 juli 1997) is een Japans langebaanschaatsster. Ze komt voornamelijk uit op de sprintafstanden.
Yamada was eind 2018 baanrecordhoudster op de 1000 meter van Wind Park Skating Rink Karuizawa.

## Records

### Persoonlijke records[3]
| Afstand    | Tijd    | Datum            | Baan           |
| ---------- | ------- | ---------------- | -------------- |
| 500 meter  | 38,05   | 3 december 2021  | Salt Lake City |
| 1000 meter | 1.13,92 | 4 december 2021  | Salt Lake City |
| 1500 meter | 1.56,67 | 25 januari 2025  | Calgary        |
| 3000 meter | 4.29,10 | 22 december 2015 | Nagano         |

## Resultaten
| Jaar | WK Sprint             | WK Afstanden       | WK Junioren                                                 |
| ---- | --------------------- | ------------------ | ----------------------------------------------------------- |
| 2014 |                       |                    | 47e 500m                                                    |
|      |                       |                    |                                                             |
| 2016 |                       |                    | 14e 500m · 9e 100m · 14e 1500m · achtervolging · teamsprint |
|      |                       |                    |                                                             |
| 2022 | 7e (11e, 6e, 13e, 7e) |                    |                                                             |
|      |                       |                    |                                                             |
| 2024 | 9e (12e, 7e, 12e, 8e) | 15e 500m 12e 1000m |                                                             |
| 2025 |                       | 11e 500m 6e 1000m  |                                                             |

(#, #, #, #) = afstandspositie op sprinttoernooi (500m, 1000m, 500m, 1000m).